# Parachirida
Parachirida is een geslacht van kevers uit de familie bladkevers (Chrysomelidae).
De wetenschappelijke naam van het geslacht werd in 1952 gepubliceerd door Hincks.

## Soorten
- Parachirida semiannulata (Boheman, 1855)